# Emilie Bernhardt
Emilie Bernhardt (Ingolstadt, 5 mei 2002) is een voetbalspeelster uit Duitsland. Ze speelt als verdediger voor SV Werder Bremen in de Bundesliga.

## Clubcarrière
Emilie Bernhardt kwam uit voor de B-junioren van FC Ingolstadt 04. In 2018 stapte ze over naar FC Bayern München. Bernhardt kwam tot 28 wedstrijden in het tweede elftal van FC Bayern München waarin ze eenmaal wist te scoren. Tot eind 2020 studeerde Bernhardt aan de University of Central Florida. Hier combineerde ze het studeren met voetballen voor het universiteitsteam UCF Knights.
In het seizoen 2020/21 keerde Bernhardt terug bij FC Ingolstadt 04 waarvoor ze uitkwam in de 2de Bundesliga. Ze speelde acht wedstrijden waarin ze een keer tot scoren kwam. Het volgende seizoen werd Bernhardt gecontracteerd door SV Werder Bremen. Op de 29 augustus 2021 maakte Bernhardt haar debuut in de Bundesliga in een 8-0 nederlaag tegen haar oude club FC Bayern München.

## Statistieken
| Seizoen | Club                 | Competitie     | Competitie | Competitie | Beker | Beker | Overig | Overig | Totaal | Totaal |
| Seizoen | Club                 | Competitie     | Wed.       | Dlp.       | Wed.  | Dlp.  | Wed.   | Dlp.   | Wed.   | Dlp.   |
| ------- | -------------------- | -------------- | ---------- | ---------- | ----- | ----- | ------ | ------ | ------ | ------ |
| 2018/19 | FC Bayern München II | 2de Bundesliga | 16         | 0          | 0     | 0     | 0      | 0      | 16     | 0      |
| 2019/20 | FC Bayern München II | 2de Bundesliga | 12         | 1          | 0     | 0     | 0      | 0      | 12     | 1      |
| 2020/21 | FC Ingolstadt 04     | 2de Bundesliga | 8          | 1          | 0     | 0     | 0      | 0      | 8      | 1      |
| 2021/22 | SV Werder Bremen     | Bundesliga     | 16         | 0          | 0     | 0     | 0      | 0      | 16     | 0      |
| 2022/23 | SV Werder Bremen     | Bundesliga     | 0          | 0          | 0     | 0     | 0      | 0      | 0      | 0      |
| 2023/24 | SV Werder Bremen     | Bundesliga     | 14         | 0          | 1     | 0     | 0      | 0      | 15     | 0      |
| Totaal  | Totaal               | Totaal         | 66         | 2          | 1     | 0     | 0      | 0      | 67     | 2      |

Bijgewerkt t/m 14 mei 2024.

## Interlandcarrière
Emilie Bernhardt kwam met Duitsland onder 17 uit op het EK 2018 in Litouwen waarin de finale werd gehaald. Op het WK 2018 in Uruguay had Duitsland onder 17 minder succes en werd ze al uitgeschakeld in de kwartfinale. Bernhardt kwam ook uit op EK 2019 in Bulgarije waarin ze Europees kampioen werd nadat de leeftijdsgenoten van Nederland na penalty's werden verslagen.
1 Peng ·
3 Janzen ·
5 Ulbrich ·
6 Wichmann ·
8 Weiß ·
9 Weidauer ·
10 Mahmoud ·
11 Sternad ·
13 Walkling ·
14 Brandenburg ·
15 Sehan ·
16 Bernhardt ·
17 Dahl ·
18 Hausicke ·
19 Matheis ·
20 Meyer ·
21 Hahn ·
22 Dieckmann ·
23 Németh ·
27 Lührßen ·
28 Wirtz ·
29 Kunkel ·
31 Etzold ·
32 Pettersen ·
33 Pérez Jaramillo ·
37 Dahms ·
39 Behrens ·
Coach: Horsch